# Sedlnice (nádraží)
Sedlnice jsou železniční stanice, která se nachází mezi obcemi Sedlnice a Mošnov v okrese Nový Jičín, větší část kolejiště leží na katastru Sedlnic. Stanice leží v km 7,395 jednokolejné trati Studénka–Veřovice mezi stanicemi Studénka a Příbor, současně se nachází v km 0,000 trati Sedlnice–Mošnov. Stanice se skládá ze tří obvodů: Sedlnice-Bartošovice, Triangl a Sedlnice předjízdné koleje. V obvodu stanice se v km 6,372 nachází rovněž zastávka Sedlnice.

## Historie
Původní zastávka Sedlnice vznikla už v roce 1881 při stavbě trati ze Studénky do Štramberka, v roce 1911 byly Sedlnice povýšeny na stanici. V důsledku výstavby letiště Mošnov však byla původní trať zrušena a nahrazena přeložkou. Tím zanikla i někdejší stanice Sedlnice, která byla nahrazena stejnojmennou stanicí v nové poloze, jejíž provoz byl zahájen v roce 1959.
V roce 2013 proběhla rekonstrukce úseku Studénka – Sedlnice, která obsahovala také výstavbu výhybny Bartošovice zahrnuté do stanice Sedlnice. V Sedlnicích pak byla postavena nová technologická budova, do které byla umístěna vnitřní technologie nového staničního zabezpečovacího zařízení ESA 44 s ovládáním ze Studénky. Původní stanice Sedlnice (tj. pozdější obvod Sedlnice předjízdné koleje) přestala sloužit pro nástup a výstup cestujících v roce 2013, nahradila ji zastávka Sedlnice. Nepoužívaná nádražní budova pak začala chátrat a v roce 2019 byla odstraněna.

## Popis stanice
Ve směru od Studénky stanice začíná vjezdovým návěstidlem L v km 4,100, v tomto místě také začíná obvod Sedlnice-Bartošovice, který je tvořen dvěma dopravními kolejemi, následuje jednokolejný úsek, na kterém se v km 8,350 nachází zastávka Sedlnice. Za zastávkou je v km 6,478 odjezdové návěstidlo L91, které tvoří hranici mezi obvody Sedlnice-Bartošovice a Triangl.
Za tímto návěstidlem je v obvodu Triangl kolejový trojúhelník, který umožňuje nejen jízdu přímým směrem Studénka – Příbor a Studénka - Mošnov, ale rovněž bezúvraťové propojení Mošnov – Příbor. Za výhybkou, kde se spojují koleje ve směru od Studénky a Příbora směrem k letišti, ještě navazuje odbočení vlečky do kontejnerového terminálu Ostrava-Mošnov. Ve směru k sousední stanici Mošnov, Ostrava Airport stanice Sedlnice a tedy i obvod Triangl končí vjezdovým návěstidlem MS v km 0,988. Ve směru na Příbor končí obvod Triangl první výhybkou na zhlaví obvodu Sedlnice předjízdné koleje.

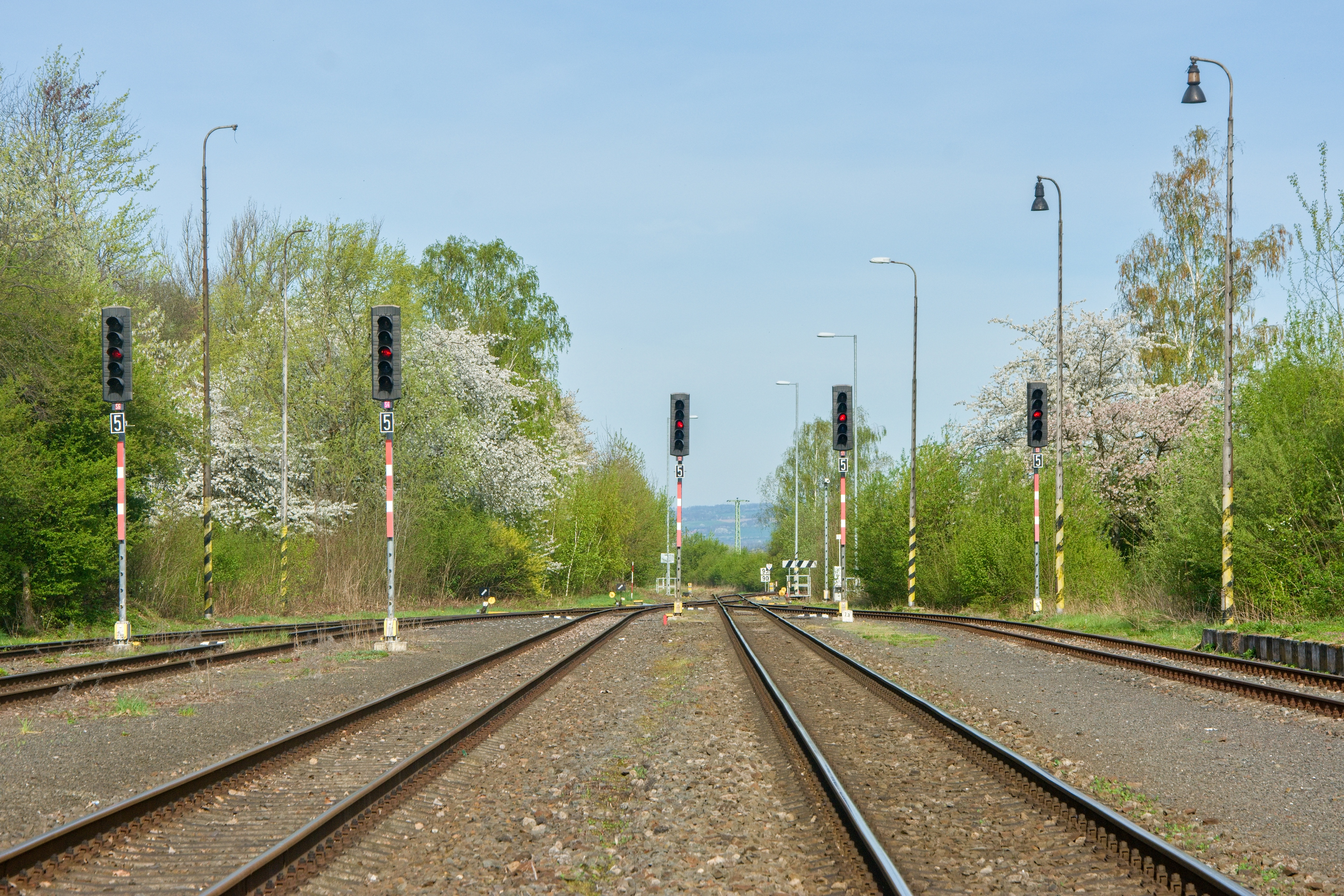
Pohled z obvodu Sedlnice předjízdné koleje směrem k Trianglu

Obvod Sedlnice předjízdné koleje tvoří kolejiště původní stanice Sedlnice. Začíná od konce obvodu Triangl v km 7,193 (výhybka č. 4) a končí v km 8,315 vjezdovým návěstidlem S od Příbora. V tomto obvodu je celkem pět dopravních kolejí, do příborského zhlaví je zapojena vlečka Čepro Sedlnice. V tomto obvodu se také v km 7,395 nachází technologická budova stanice Sedlnice, v tomto místě se u koleje č. 3 nachází také vnější nástupiště o délce 204 m.
Ve stanici je zřízeno elektronické stavědlo ESA 11 s EIP, které je standardně dálkově ovládáno výpravčím ze Studénky, v případě potřeby je možná i místní obsluha výpravčím přímo v Sedlnicích.
Jízdy vlaků mezi Studénkou a Sedlnicemi jsou zabezpečeny pomocí automatického bloku se dvěma traťovými oddíly. V úseku Sedlnice – Mošnov, Ostrava Airport je jeden traťový oddíl zabezpečený pomocí ITZZ typu ABESA-08. Mezi Sedlnicemi a Příborem je automatické hradlo typu AH-88A bez oddílových návěstidel.